# Station Lea Hall
Lea Hall is een spoorwegstation van National Rail in Lea Hall, Birmingham in Engeland. Het station is eigendom van Network Rail en wordt beheerd door West Midland Trains. Het station is geopend in 1939.